# Rogoznica
Pour les articles homonymes, voir Rogoznica (homonymie).
Rogoznica est un village et une municipalité située en Dalmatie, dans le comitat de Šibenik-Knin, en Croatie. Au recensement de 2001, la municipalité comptait 2 391 habitants, dont 96,40 % de Croates et le village seul comptait 1 151 habitants.
Rogoznica est un village touristique.

## Localités
La municipalité de Rogoznica compte 10 localités :
- Dvornica
- Jarebinjak
- Ložnice
- Oglavci
- Podglavica
- Podorljak
- Ražanj
- Rogoznica
- Sapina Doca
- Zečevo Rogozničko